# Гай Гостилий Тубул
Гай Гостилий Тубул (лат. Gaius Hostilius Tubulus; умер после 204 года до н. э.) — римский военачальник и политический деятель из плебейского рода Гостилиев, претор 209 года до н. э.

## Биография
Гай Гостилий принадлежал к незнатному плебейскому роду. В 209 году до н. э. он занимал должность городского претора (praetor urbanus), и в дальнейшем действие его империя продлевалось до 204 года до н. э. В это время в Италии шла Вторая пуническая война. В качестве пропретора Тубул находился сначала в Этрурии: там он принял меры, чтобы не допустить переход Арреция на сторону Ганнибала (208 год до н. э.). В 207 году Гай Гостилий перевёл своё войско под Капую. Перед этим, по данным одного из источников, он разбил карфагенян в землях саллентинов, перебив 4 тысячи вражеских солдат, но антиковеды не уверены в истинности этого сообщения. В дальнейшем до 204 года до н. э. Тубул находился в Капуе, и о его деятельности ничего не известно.
Предположительно сыном Гая Гостилия был участник дипломатической миссии 168 года до н. э. в Египет того же имени.